# 库奥拉河

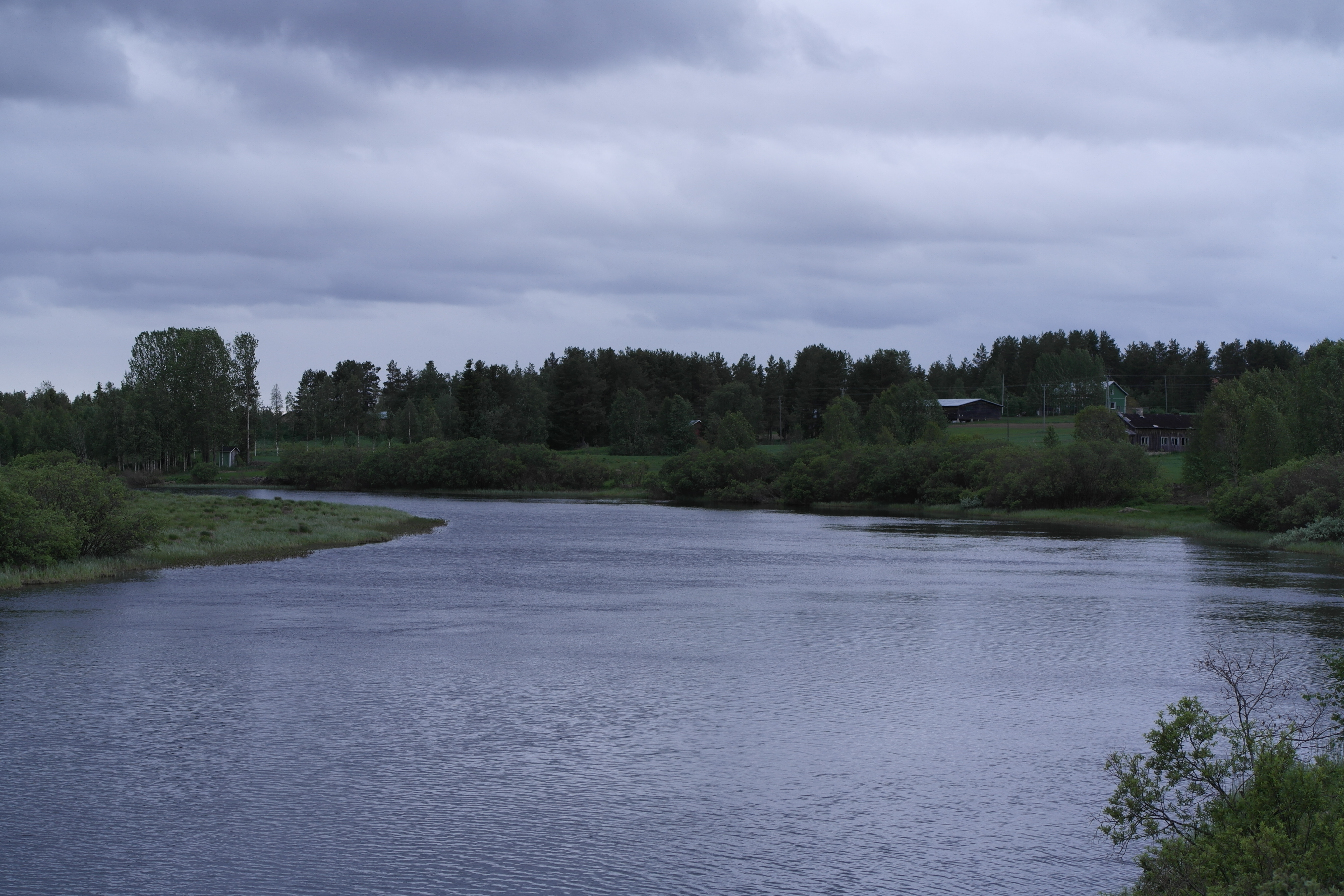
芬兰薩拉市镇科塔拉村内的库奧拉河河段

库奧拉河（芬蘭語：Kuolajoki）是俄罗斯和芬兰的河流，位於俄羅斯摩爾曼斯克州科拉半岛和芬兰拉普蘭區。河道全長30公里，流域面積1,635平方公里。该河起源于俄罗斯境内的库奥拉湖，最終在芬兰境内注入滕尼厄河。
66°58′42″N 29°32′33″E / 66.97833°N 29.54250°E